# سدار کریک، کوئینزلند (لوگان و گولد کوست)
سدار کریک (به انگلیسی: Cedar Creek) یک منطقهٔ مسکونی در استرالیا است که در کوئینزلند واقع شده‌است.

## جستارهای وابسته

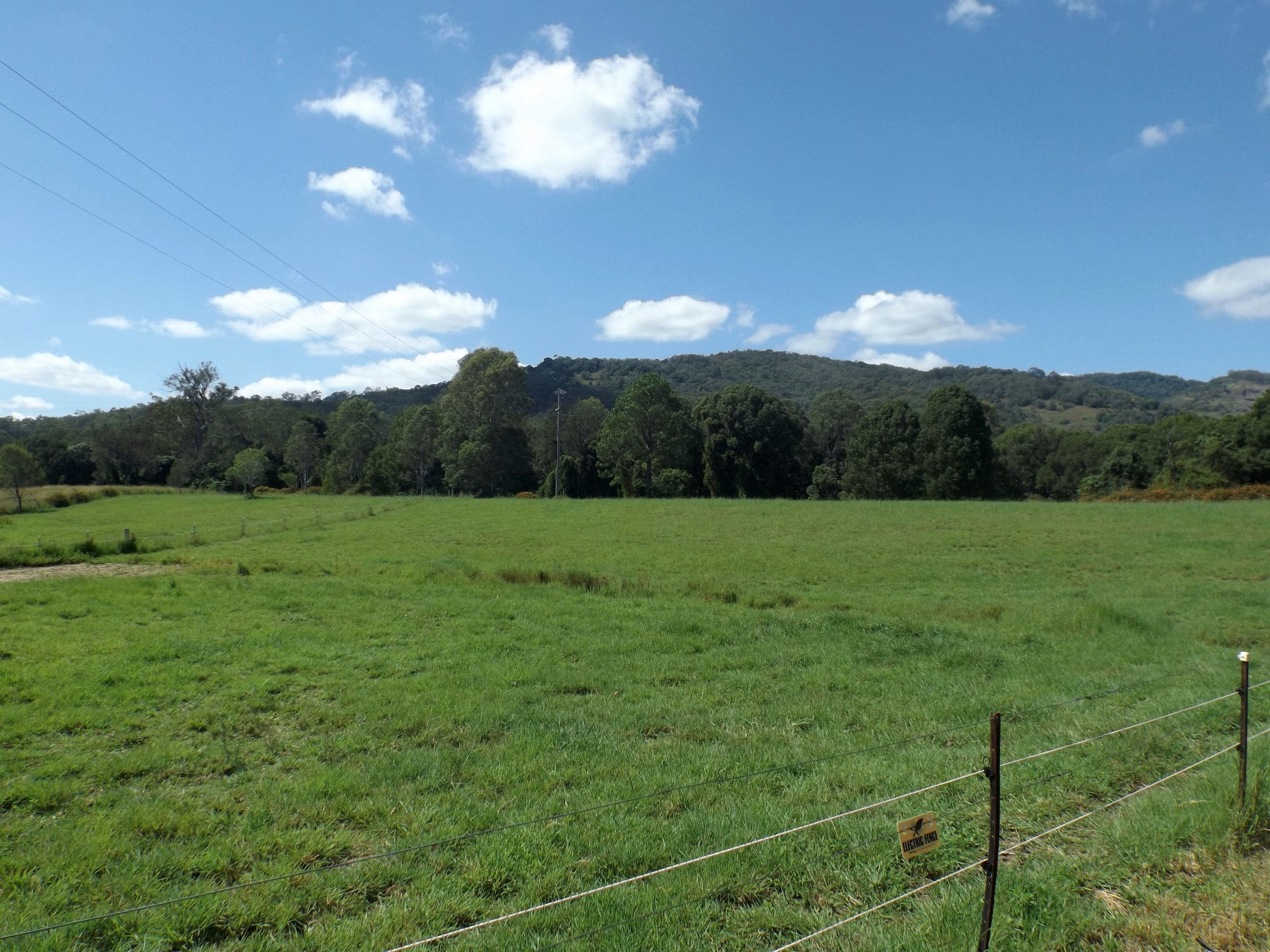
حصار در کنار جاده پل چاردون، ۲۰۱۶